# Royce O’Neale
Royce Khalil O’Neale (ur. 5 czerwca 1993 w Killeen) – amerykański koszykarz występujący na pozycji niskiego skrzydłowego, od 2024 zawodnik Phoenix Suns.
Występował przez lata w rozgrywkach letnich lig NBA. W 2015 reprezentował Boston Celtics, rok później Golden State Warriors i Los Angeles Clippers, a w 2017 New Orleans Pelicans. W 2022 wziął udział w wymianie  pomiędzy Brooklyn Nets, a Utah Jazz, którzy to otrzymali w zamian pierwszorundowy wybór draftu 2023. 8 lutego 2024 został wytransferowany do Phoenix Suns.

## Osiągnięcia
Stan na 10 marca 2024, na podstawie, o ile nie zaznaczono inaczej.
NCAA
- Uczestnik:
  - rozgrywek Sweet 16 turnieju NCAA (2014)
  - turnieju:
    - NCAA (2014, 2015)
    - Portsmouth Invitational (2015)
- Zaliczony do:
  - II składu Academic All-Big 12 (2015)
  - III składu WAC (2013)
  - składu Big 12 Commissioner's Honor Roll (wiosna 2014, 2015)
- Lider konferencji Sun Belt w skuteczności rzutów wolnych (86,5% – 2012)[6]

Drużynowe
- Zdobywca Superpucharu Hiszpanii (2016)

Indywidualne
- MVP 6. kolejki TOP 16 Eurocup (2016/2017)